# У сніжному полоні
«У білому полоні» (англ. Into the White, дослівно «У білизн́і») — норвезько-шведський драматичний, історичний фільм про Другу світову війну режисера Петера Неса (також був сценаристом) 2012 року. У головних ролях Девід Крос, Стіґ Генрік Гоф, Флоріан Лукас, Руперт Ґрінт.
Продюсуванням картини зайнялися Петер Ольбек Єнсен і Валері Едвіна Сондерс. Прем'єра фільму відбулася 4 березня 2012 року у Норвегії на кінофестивалі Filmfest Oslo. В Україні прем'єра була запланована на 2 травня 2013 року.

## Сюжет
Норвегія, початок Другої світової війни. Після повітряної битви німецький і британський літаки падають у засніжених норвезьких горах. Німецькі пілоти знайшли мисливський будиночок, а пізніше взяли у полон британців. Потрапивши у білий полон німецькі та англійські військові льотчики змушені виживати разом. Як солдати ворожих армій, вони змушені працювати разом і відбудовувати зруйновані війною людські стосунки щоб вижити …

## У ролях
| Актор           | Персонаж                                          | Роль                   |
| --------------- | ------------------------------------------------- | ---------------------- |
| Девід Крос      | Йозеф Шварц (норв. Josef Schwartz)                | німецький унтер-офіцер |
| Руперт Ґрінт    | Роберт Сміт (норв. Robert Smith)                  | британський стрілець   |
| Стіґ Генрік Гоф | Вольфґанґ Штранк (норв. Wolfgang Strunk)          | німецький фельдфебель  |
| Флоріан Лукас   | Горст Шопіс (норв. Horst Schopis)                 | німецький лейтенант    |
| Локлен Нібор    | Чарльз П. Дейвенпорт (норв. Charles P. Davenport) | британський капітан    |

## Навколо фільму
Фільм знімався за мотивами історичних подій, хоч імена британських героїв змінені: капітан Р.T.Партрідж перейменований на Чарльз П.Дейвенпорт, а лейтенант Р.С.Босток на Роберт Сміт. Німецькі персонажі носять імена своїх реальних колег. Три британські палубні пікіруючі винищувачі Blackburn Skua з авіаносця HMS Ark Royal атакували Heinkel He 111 і пошкодили двигун німців. Німецький літак розбився на висоті 1000 метрів над рівнем моря у важкодоступному гірському районі, далеко від будь-якої великої дороги. Німецький кулеметник Ганс Гаук був мертвим, коли бомбардувальник врізався. Британський капітан Партрідж, з несправним двигуном у його літаку ковзав вниз, щоб приземлитися на замерзле озеро. Він бачив невелику хатину оленярів мисливців, у якій незабаром вони опинилися разом з німцями[джерело?].

## Критика
Фільм отримав змішані відгуки: Rotten Tomatoes дав оцінку 50 % на основі 10 відгуків від критиків (середня оцінка 5,2/10) і 70 % від глядачів із середньою оцінкою 3,6/5 (712 голосів), Internet Movie Database — 7,0/10 (5 504 голоси).
Анна Купінська на сайті видання «Українська правда. Життя» поставила фільму 3,5/5, сказавши, що «… фільм „У сніжному полоні" має одну велику перевагу — він нагадує про справді важливі речі, на кшталт співчуття та милосердя до ближнього, та вказує, що причини війни, із історичної перспективи, часто виглядають абсурдними та жалюгідними».